# 澳廣視早晨新聞
《早晨新聞》（英語：Morning News）是澳門廣播電視股份有限公司新聞及資訊部製作的新聞資訊節目，逢星期一至六早上於澳視澳門、澳門資訊及澳門-MACAU播出。

## 節目歷史

2022年10月17日至2024年5月11日期間澳廣視《早晨新聞》節目開場

- 2012年4月2日之前，由《澳門早晨》播出，主要是新聞報道環節，次要為文娛環節。
- 2012年4月2日之後，澳廣視全新電視直播室正式啟用，由《早晨新聞》取代主要是新聞環節的澳門早晨
- 2020年7月，為配合新聞演播室翻新和裝修，所有中文新聞節目包括晚間新聞採用固定幕牆作為佈景設計。[1]
- 2021年1月13日，新聞演播室經翻新和裝修後重新啟用，並更換節目包裝。[2]
- 2022年10月17日，節目包裝再度更換，以澳門半島東面澳門科學館和友誼大橋之間的日出為背景。
- 2024年1月2日，因應停止轉播香港有線財經旗下節目，澳門資訊正式新增星期一至六09:00重播。
- 2024年5月13日，澳廣視電視啟播40周年，節目包裝再度更換，開場以澳門半島南岸天際線及突出本節目的字眼於中央，開場進入新聞演播室，演播室LED幕牆改為港珠澳大橋青洲航道橋及日出朝霞作為背景[3]。

## 播放時間
| 日子       | 時間        | 播出頻道                       | 備註                                          |
| ---------- | ----------- | ------------------------------ | --------------------------------------------- |
| 星期一至六 | 07:00-08:00 | 澳視澳門、澳門資訊及澳門-MACAU |                                               |
| 星期一至六 | 09:00-09:30 | 澳門資訊                       | 錄播                                          |
| 星期一至六 | 10:00-10:30 | 澳門-MACAU                     | 澳門-MACAU衛星頻道以《粵語新聞》名義播出 錄播 |
| 星期一至六 | 14:00-14:30 | 澳門-MACAU                     | 澳門-MACAU衛星頻道以《粵語新聞》名義播出 錄播 |

## 設有環節
2012年早晨新聞由原來在澳門早晨中播出分拆為一小時獨立新聞環節起新增普通話新聞環節。
- 07:00-07:05 天氣預報及本地新聞
- 07:05-07:13 中國新聞
- 07:13-07:15 第一節廣告
- 07:15-07:20 國際及世界新聞
- 07:20-07:24 體育消息
- 07:24-07:26 財經消息
- 07:26-07:27 天氣預報、交通消息
- 07:27-07:30 第二節廣告
- 07:30-07:43 普通話新聞（錄播）
- 07:43-07:45 第三節廣告
- 07:45-07:47 重覆本地重點新聞
- 07:47-07:50 重覆中國重點新聞
- 07:50-07:53 重覆重點國際及世界新聞
- 07:53-07:55 體育消息
- 07:55-07:57 財經消息
- 07:57-07:58 天氣預報、交通消息
- 07:58-08:00 新聞完結後廣告

澳門資訊頻道或澳門-MACAU衛星頻道重播節目環節不設天氣預報、交通消息、財經消息和錄播普通話新聞。

## 主播
現時主要由一位主播負責，包括一位粵語新聞主播。而在普通話新聞由一名一位普通話新聞主播報道。

### 現任常規主播
- 粵語：女主播組合
  - 星期一：陳麗婷、黃皓妍（隔兩周互換一次）
  - 星期二：陳麗婷、雷小玲、歐陽文文（半個月互換一次）
- 粵語：男主播組合
  - 星期三、五程健明、李傑奇（隔兩週互換一次）
  - 星期四何匡堯、高比樂（隔兩週互換一次）
  - 星期六李傑奇、黃國俊（每週換一次）
- 普通話：張英 等

### 前任主播
（排名不分先後）
- 粵語：羅嘉華、何漢盛等

## 即時手語傳譯
在節目開播初期，在07:43-07:53時段內提供即時手語傳譯，直至2017年起取消。但在2018年起發出當氣象局預告發出八號風球、發出八號或以上風球期間特別提供即時手語傳譯。在2021年下旬起如澳門出現社區確診2019冠狀病毒病個案，如8月上旬、9月27日至29日、10月5日至7日增設。
特殊情況提供即時手語傳譯：
- 2018年9月17日：颱風山竹（八號東南風球改發三號風球後）
- 2020年8月19日：颱風海高斯（節目期間於上午7時30分由十號風球改發八號東南風球）
- 2020年10月13日：熱帶風暴浪卡（節目期間於上午7時30分由三號風球改發八號東北風球）
- 2021年10月9日 熱帶風暴獅子山（八號東南風球生效期間）
- 2021年10月13日 颱風圓規（八號東北風球生效期間）
- 2022年7月2日 颱風暹芭（八號東南風球生效期間）
- 2022年8月11日 熱帶風暴木蘭（八號東南風球生效期間）
- 2022年8月25日 強烈熱帶風暴馬鞍（八號東南風球生效期間）
- 2023年7月17日 強烈熱帶風暴泰利（八號東北風球生效期間）
- 2023年9月2日 超強颱風蘇拉（八號東南風球生效期間）
- 2023年10月9日 颱風小犬（八號東北風球生效期間）

## 特別安排
- 2020年8月19日，颱風海高斯襲澳，節目播放的普通話新聞改為錄播上一日晚上播出的節目，錄播節目中作出節錄。
- 2020年10月13日，熱帶風暴浪卡襲澳，氣象局於上午7時30分改發八號東北風球，節目改為播放與氣象局連線跟進風暴情況並播放其他新聞，上午的普通話新聞因此暫停一次，並於上午7時50分結束節目。
- 2023年7月17日，受颱風泰利影響，氣象局發出八號東北風球，因於上午7時30分直播民防行動中心發佈，上午的普通話新聞因此暫停一次。

## 資料來源
1. ↑  . YouTube.   [2020-08-18].
2. ↑  . YouTube.   [2021-01-14].
3. ↑  . bilibili. 2024-05-13  [2024-05-13]. （原始内容存档于2024-05-13）.

## 外部連結
- 澳廣視新聞主頁 （页面存档备份，存于）
- 澳門早晨的Facebook專頁

| 澳門澳廣視澳視澳門及澳門-MACAU 星期一至六 07:30-08:00 時段 | 澳門澳廣視澳視澳門及澳門-MACAU 星期一至六 07:30-08:00 時段 | 澳門澳廣視澳視澳門及澳門-MACAU 星期一至六 07:30-08:00 時段 |
| ---------------------------------------------------------- | ---------------------------------------------------------- | ---------------------------------------------------------- |
|                                                            | 早晨新聞 （2012/4/2 - ）                                   |                                                            |
| 澳門早晨 （-2012/3/31）                                    | —                                                          |                                                            |